# Polaco
Polaco – pejoratywne określenie Katalończyka w języku hiszpańskim. Geneza przezwiska jest nieznana; wszystkie z licznych teorii usiłujących wyjaśnić jego pochodzenie mają charakter spekulatywny i bazują na fakcie, że to samo słowo oznacza  Polaka. Funkcjonuje niemal wyłącznie w  języku kolokwialnym, np. jako obelga skandowana podczas zawodów sportowych lub używana w żargonie ulicznym. W  Katalonii termin jest akceptowany po odwróceniu jego nacechowania emocjonalnego, np. jako określenie odróżniające Katalończyków od  Hiszpanów. W Polsce na ogół minimalizuje się lub ignoruje pejoratywny charakter nazwy, nierzadko nadając jej pochlebne znaczenie.

## Antecedencje

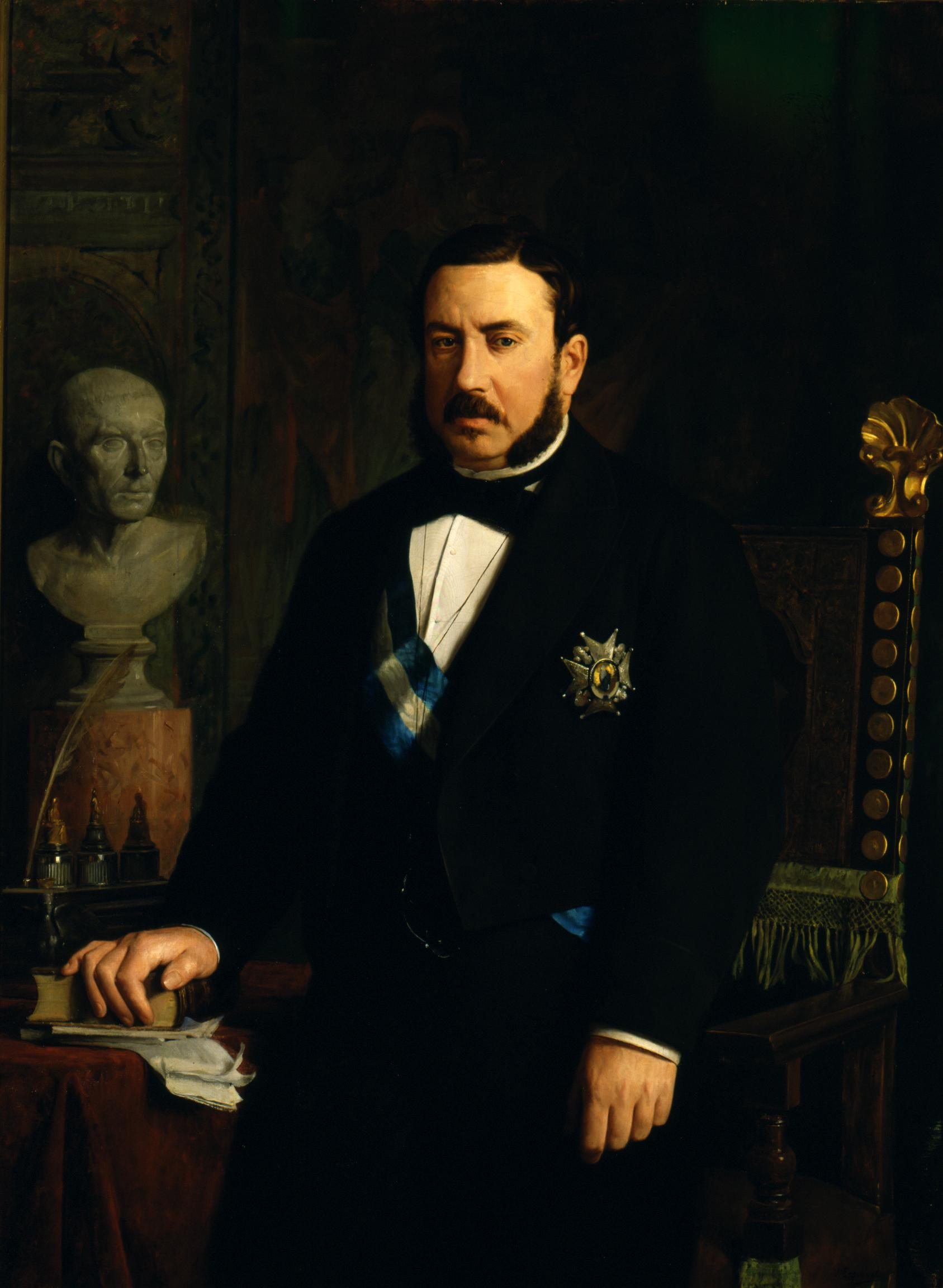
Luis José Sartorius

W przeszłości dwukrotnie używano w języku hiszpańskim terminu „polacos” jako przezwiska czy wyzwiska. Wiadomo, że w pod koniec XVIII wieku mianem tym określano zwolenników jednej z madryckich szkół teatralnych; toczyli oni boje – czasem literalnie, przekrzykując się i obrażając na widowni – z konkurencyjną grupą, zwaną „chorizos”. Geneza nazwy pochodzi jakoby od osoby księdza znanego jako Padre Polaco, liderującego swojej frakcji. Oba ugrupowania zostały przypomniane sto lat potem w popularnej operetce Luisa Mariano de Larra Chorizos y polacos (1876); uwieczniła ona obie nazwy, nic jednak nie wskazuje, by były one używane poza kontekstem teatralno-dramaturgicznym albo w związku z Katalonią. Po raz drugi i w zupełnie innym znaczeniu termin „polacos” wszedł do użytku powszechnego w połowie lat 50. XIX wieku; nazywano tak frakcję Partii Umiarkowanych skupioną wokół Luisa José Sartoriusa, mylnie posądzanego o polskie korzenie. W szybkim czasie ze względu na praktyki tej grupy określenia „polacada”, „polaquería” i „polaquísmo” stały się synonimami faworytyzmu, arbitralnych decyzji personalnych i kumoterstwa, a termin „polaco” oznaczał członka klientelistycznej siatki politycznej. Termin zanikł wraz z marginalizacją Sartoriusa, ale miał swój chwilowy renesans publicystyczny w latach 80. XIX wieku, przenikając z języka prasowego do literatury pięknej i pojawiając się w powieści Benito Péreza Galdósa Miau (1888).
Do dziś w języku hiszpańskim funkcjonuje – raczej jako rzadki archaizm – słowo „polacada”, choć termin „polaco” – który zresztą nie miał wyłącznie katalońskich odniesień – używany w tym znaczeniu zanikł. Krótko w okresie I Republiki politycy i publicyści liberalni nazywali Hiszpanię „Polską południa”; określenie nie miało charakteru pejoratywnego, a raczej wręcz przeciwnie; sugerowało groźbę reakcyjnej interwencji zagranicznej oraz również pozostawało bez żadnego związku z Katalonią. Poza krótkim okresem lat 70. XIX wieku i wąskim kręgiem liberalnych intelektualistów porównanie nie przyjęło się i nie weszło do powszechnego obiegu.

## Geneza

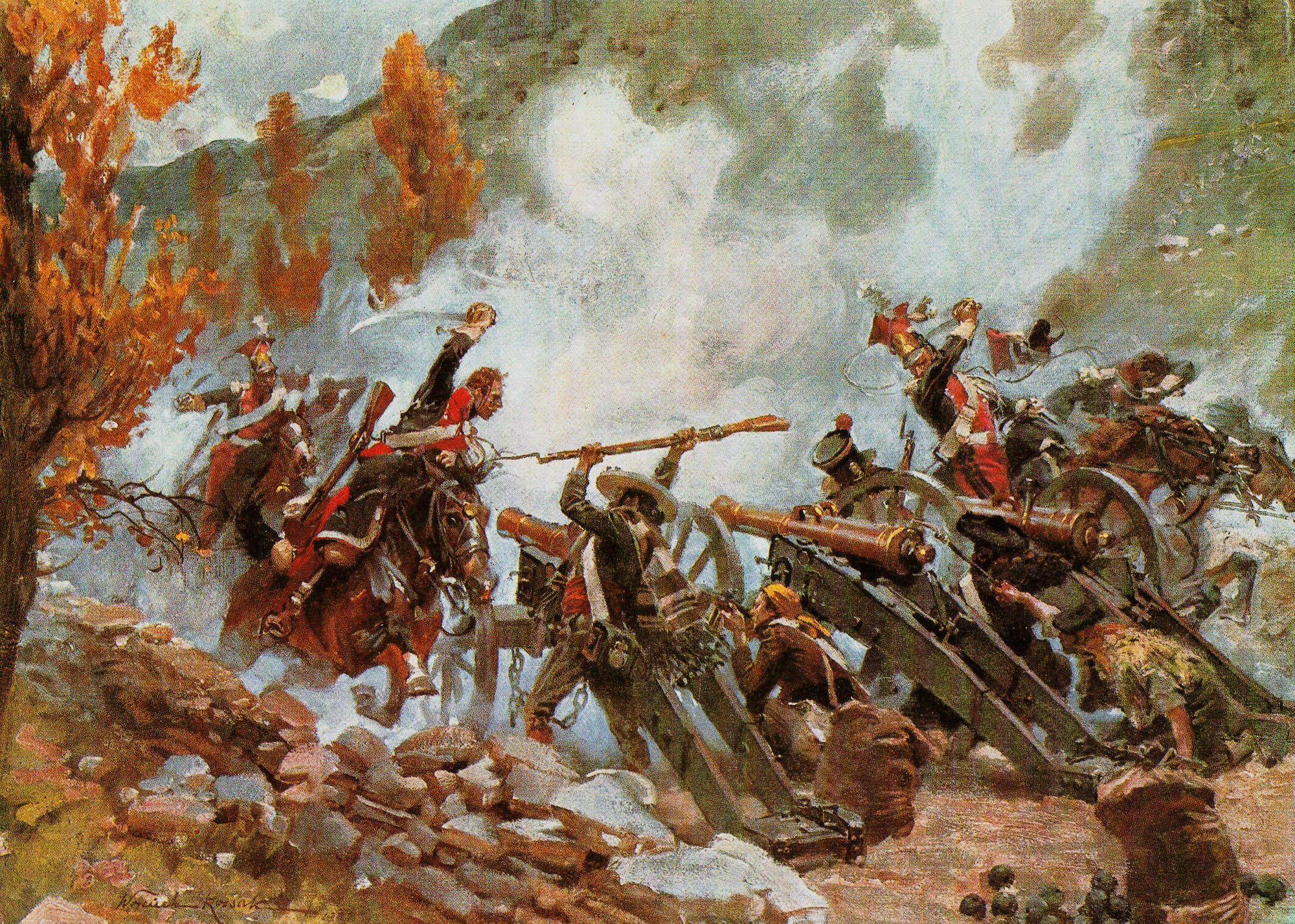
Ułani w Hiszpanii, 1808

Geneza współczesnego użycia terminu jest niejasna. Istnieje wiele opinii dotyczących jego pochodzenia, jednak wszystkie mają charakter czysto spekulatywny. Najdalej sięgająca teoria twierdzi, że domniemane XVII-wieczne polsko-katalońskie kontakty handlowe dały podstawę do powstania stereotypów narodowych. Inna nawiązuje do sporu między osiemnastowiecznymi szkołami teatralnymi, nie wskazując jednak na mechanizm pojawienia się wątków katalońskich. Kolejna mówi o Polakach walczących w Hiszpanii, których nazwę przeciwnicy na ogół przez pomyłkę rozciągali na ich katalońskich sojuszników; wskazuje się albo na wojnę o sukcesję hiszpańską, albo na okres napoleoński, albo na francuską interwencję w roku 1823. Jeszcze jedna teoria wraca do postaci Sartoriusa, wskazując że jakoby z tytułu jego katalońskich koneksji nazwa miała zostać rozciągnięta na Katalończyków. Niektórzy autorzy snują paralele między polskim ruchem niepodległościowym z końca XIX wieku i nabierającymi dynamizmu nacjonalizmami katalońskim czy baskijskim; według jednej odmiany tej teorii podzielona między Hiszpanię i Francję Katalonia miała przypominać podzieloną między zaborców Polskę, według innej katalońscy deputowani do Kortezów przez swoją narodową egzaltację zyskali miano „Polaków”. Inni sugerują, że pejoratywne określenie trafiło do Hiszpanii i zostało zastosowane wobec Katalończyków dzięki Prusakom. Jeszcze inni wskazują na okres wojny domowej 1936–1939, kiedy to jakoby żołnierze Nacjonalistów walczący na froncie aragońskim mylili polskich interbrygadzistów z Katalończykami. Według kolejnych autorów Nacjonaliści świadomie ukuli porównanie twierdząc, że wymażą Katalonię z mapy tak jak hitlerowskie Niemcy zrobiły to z Polską. Dość popularna teza mówi, że obelga narodziła się w okresie frankizmu w koszarach, a odniesienie do Polski było mniej czy więcej przypadkowe i miało stygmatyzować katalońskich rekrutów jako „innych”. Cała grupa teorii nie wskazuje na żaden moment w przeszłości ale bazuje na domniemanych podobieństwach, czy to językowych („szeleszcząca” czy „siorbiąca” melodyka), charakterologicznych (Katalończycy i Polacy są oszczędni/skąpi) czy religijnych (czarne madonny z Częstochowy i Montserrat)

## Współczesny uzus językowy

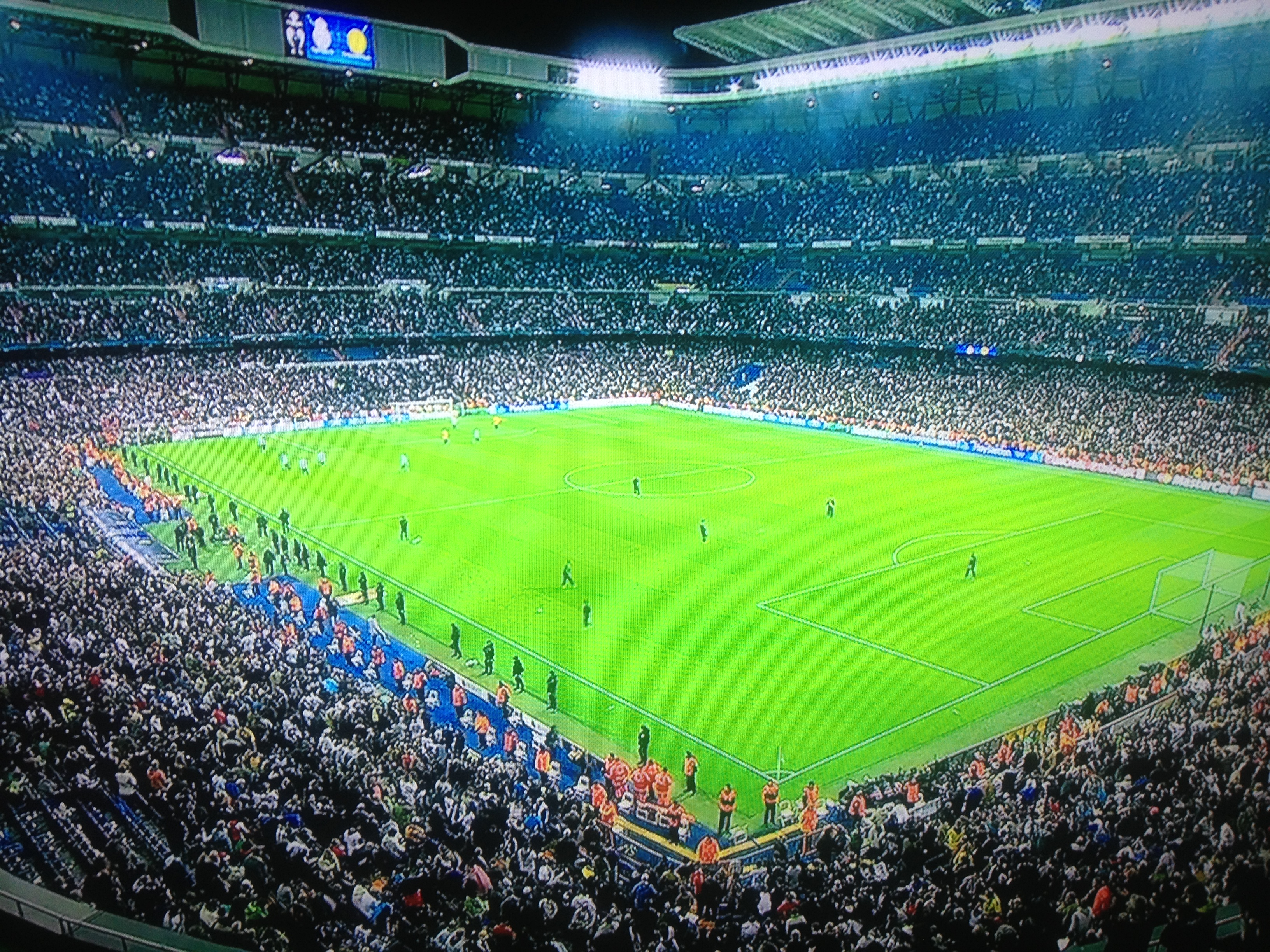
Mecz Realu w Madrycie

We współczesnym języku hiszpańskim funkcjonuje kilka żargonowych pejoratywnych określeń Katalończyków, takich jak „catalufos”, „catalinos”, „catalardos” czy ich skatologiczne oboczności. Jednak żadne z nich nie dorównuje popularnością współcześnie używanemu terminowi „polacos”, który przez niektórych uważany jest za „klasyczną” formę antykatalońskiego przezwiska. Emocjonalne nacechowanie terminu jest wyraźnie ujemne, choć może ono wahać się od protekcjonalnego, ironicznego czy lekceważącego po głęboko pogardliwe. Znaczeniowa treść określenia pozostaje nieokreślona; jest ono na tyle zleksykalizowane, że ewentualne dawniejsze odniesienia do konkretnych cech czy wad zanikły. Jednak o ile określenia „catalufos” czy „catalardos” funkcjonują głównie w kontekście politycznym i stosowane są wobec osób posądzanych o kataloński separatyzm, o tyle określenie „polacos” ma charakter bardziej uniwersalny. Obelga funkcjonuje również w odległych regionach Hiszpanii, np. w Andaluzji, choć szczególnie popularna pozostaje w Madrycie. Stosowana jest też na obszarach sąsiadujących z Katalonią, np. na Balearach, w Walencji czy w Aragonii; w tej ostatniej określa się tak mieszkańców pogranicznego pasa zwanego Franja. Określenie wykorzystywane jest wyłącznie w języku mówionym i na ogół w jego wersji kolokwialnej, choć trafiają się również rzadkie przypadki obecności w języku literackim.
Wyzwisko stosuje się raczej w liczbie mnogiej jako „polacos” niż indywidualnie jako „polaco”. Na ogół używa się go, adresując wypowiedź – pośrednio lub bezpośrednio – do Katalończyków, np. podczas kłótni. Obecnie najbardziej nośne medialnie są zbiorowe formy wykorzystania terminu podczas zawodów sportowych, głównie przez kibiców drużyn rywalizujących z FC Barcelona; podczas meczów piłkarskich czy koszykarskich Realu Madryt pojawia się skandowanie „es polaco el que no bote” (literalnie „kto nie skacze, jest Polakiem”). W przypadku, gdy określenia „polacos” używają znane osobistości, jak np. dramaturg Antonio Gala Velasco czy prezes Realu Madryt Ramón Mendoza Fontela, zostaje to na ogół zauważone przez media.

## Recepcja w Katalonii

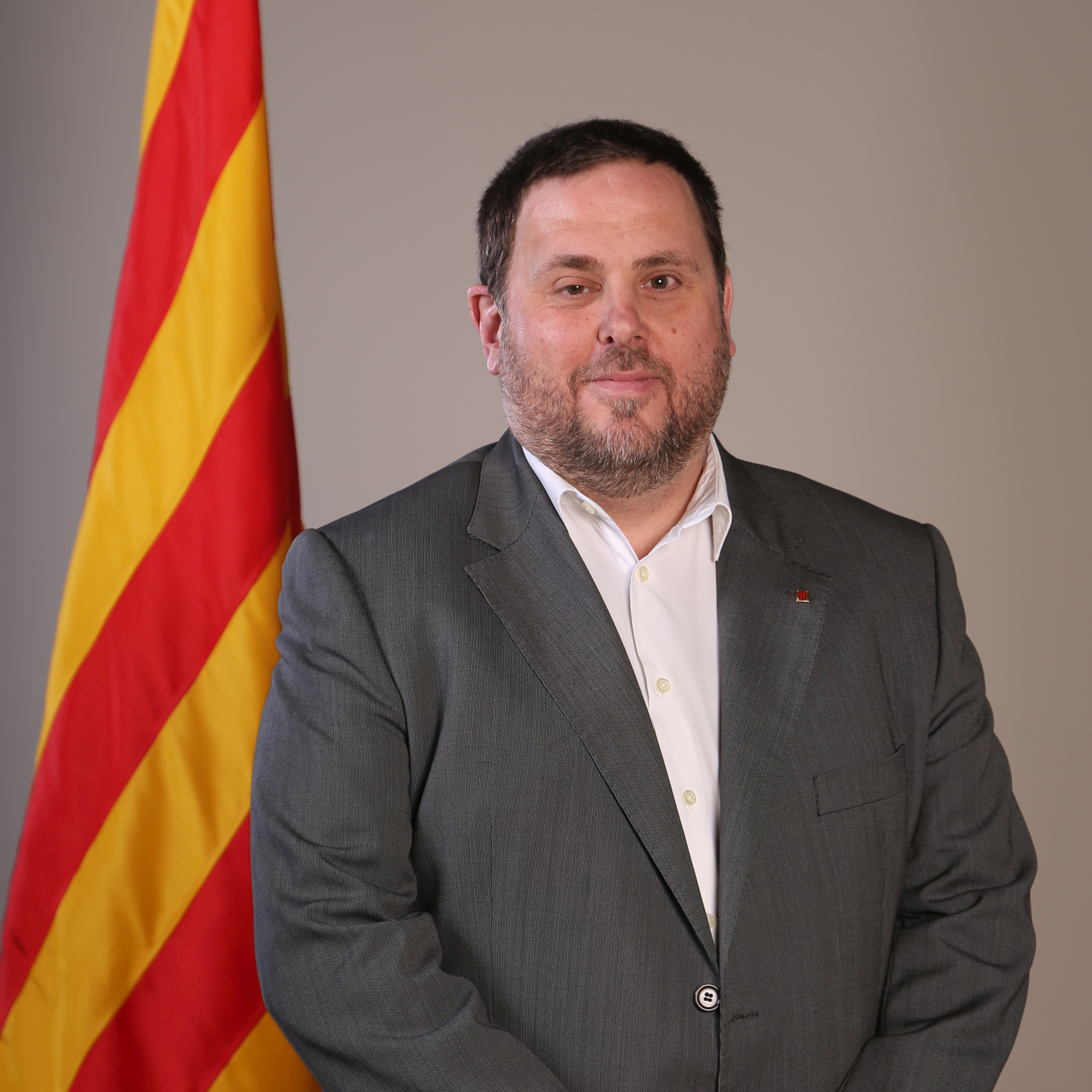
Oriol Junqueras

Katalończycy doskonale zdają sobie sprawę z funkcjonowania terminu „polacos” w języku hiszpańskim. Ich własna postawa wobec przezwiska jest niejednorodna i generalnie da się sprowadzić do czterech typów reakcji. W pierwszej i ze względu na kolokwialne okoliczności użycia stosunkowo rzadko udokumentowanej, stosowanie terminu budzi oburzenie i wywołuje bezpośrednią krytykę. W drugiej i dość popularnej wersji marginalizowane bądź ignorowane są obraźliwe intencje związane z uzusem, a terminowi nadaje się neutralną bądź pozytywną albo wręcz pełną dumy wymowę. Telewizyjna sonda na ulicach Barcelony wykazała, że większość przechodniów nie wydaje się zbulwersowana określeniem i część spekuluje na temat ewentualnych katalońsko-polskich paraleli w kontekście patriotyzmu, wytrwałości czy solidarności. Również niektórzy nacjonalistyczni politycy katalońscy, jak Oriol Junqueras Vies, eksponują w ich mniemaniu sympatyczne podobieństwa między dwoma narodami. W trzeciej wersji, rozpowszechnionej dzięki mediom, określenie stało się paradygmatem politycznej złośliwości generalnie. W ten sposób pozycjonuje termin „polacos” program satyryczny pt. Polònia, który miał premierę na katalońskim programie telewizyjnym TV3 w roku 2006. Program w prześmiewczym tonie komentuje ogólnohiszpańskie wydarzenia polityczne i cieszy się bardzo dużą popularnością; odniesiony sukces sprawił, że w roku 2008 sklonowano jego formułę w stosunku do wydarzeń sportowych nadając mu nazwę Crackovia. Wreszcie, w czwartej wersji przezwisko akceptowane jest jako wyraz antagonizmu hiszpańsko-katalońskiego i zwracane przeciw Hiszpanom. Wyrazem takiego stanowiska jest dość popularny zwrot „lepiej być Polakiem niż hiszpańskim psem”, spotykany w mediach społecznościowych czy wykorzystywany przez kibiców drużyn sportowych z Katalonii. Termin „polacos” przeniknął też do języka katalońskiego, ale utracił swoje oryginalne, podwójne znaczenie; na własne auto-określenie w kontekście sporów hiszpańsko-katalońskich Katalończycy używają niekiedy terminu „polacs”, natomiast słowo „polonesos” jest pozbawione ładunku emocjonalnego i oznacza Polaków.

## Odbiór wśród Polaków

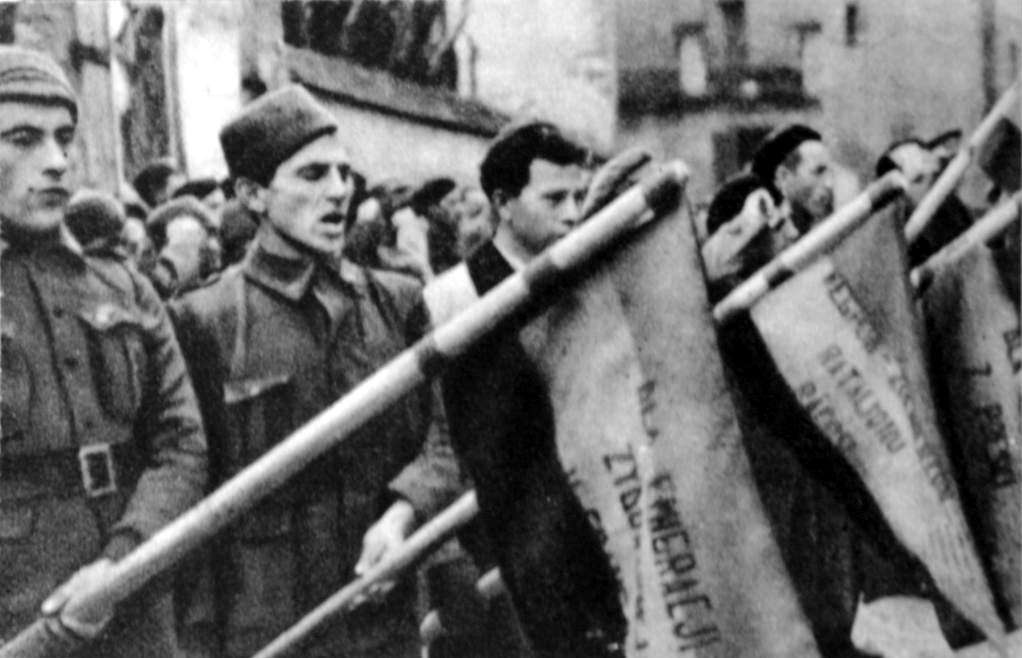
Dąbrowszczacy w Barcelonie, 1938

Podwójne znaczenie hiszpańskiego terminu „polacos” pozostaje w Polsce generalnie nieznane, choć co jakiś czas wspominają o nim korespondenci różnych polskich mediów. Cechą charakterystyczną polskich doniesień jest minimalizowanie, negowanie lub ignorowanie obraźliwego ładunku emocjonalnego; np. oficjalna publikacja polskiego MSZ pisząc o wizerunku Polaków w Hiszpanii ogranicza się do stwierdzenia, że „w Katalonii Polacy traktowani są ze szczególną sympatią ze względu na fakt, że mieszkańców tego regionu tradycyjnie określa się mianem polacos”. Chętnie spekuluje się na temat Polski jako wzoru dla Katalończyków, proponując tytuły takie jak „Katalończycy są dumni z bycia Polakami”. Niektórzy autorzy przedstawiają prześmiewczy charakter określenia jako nieaktualną historyczną zaszłość, eksponując katalońską sympatię dla Polski i wywodząc ją od popularności Bolka i Lolka, poprzez szacunek dla Mrożka, po podziw dla polskiej historii. Wątek Katalończyków zafascynowanych polskim patriotyzmem, dążeniami niepodległościowymi, walką z zaborcami czy wkładem polskich interbrygadzistów w obronę Katalonii i Republiki w czasie wojny domowej niekiedy pojawia się w polskiej cyberprzestrzeni. Przypadki przedstawiania nazwy jako „pejoratywno-ironicznej” i „dość często używanej”, będącej wyrazem niechęci niektórych Hiszpanów do Katalończyków, są stosunkowo rzadkie; najczęściej pojawiają się w kontekście rywalizacji sportowej między Realem Madryt a FC Barcelona. W związku z emigracją zarobkową Polaków do Hiszpanii, w tym do Katalonii, część z nich zauważyła dwuznaczny uzus językowy; podobnie jak polskie media marginalizują oni negatywne konotacje nazwy i jeśli do niej nawiązują, to w kontekście zabawnego qui pro quo, np. przedstawiając się jako „Polacos de Polonia”. Witryna utrzymywana przez barcelońską polonię nazywa termin „nieco pejoratywnym”, choć również „potocznym” i „z przymrużeniem oka”. Wśród Polaków zdarzają się jednak także przypadki reakcji pełnej oburzenia, piętnujące określenie jako obraźliwe wobec całego narodu polskiego.